# عمادالدین محمود علی
عمادالدین محمود علی (انگلیسی: Emad El-Din Mahmoud Ali؛ زادهٔ ۲۱ مارس ۱۹۶۶) بازیکن بسکتبال اهل مصر بود.